# Don’t Believe the Truth Tour
Don’t Believe the Truth Tour – siódma trasa koncertowa grupy muzycznej Oasis. W jej trakcie odbyło się 112 koncertów.

## Chronologiczna lista koncertów
1. 10 maja 2005 – Londyn, Anglia – The Astoria
2. 12 maja 2005 – Mediolan, Włochy – Discoteca Alcatraz
3. 15 maja 2005 – Edynburg, Szkocja – Usher Hall
4. 22 maja 2005 – Londyn, Anglia – Clapham Grand
5. 23 maja 2005 – Paryż, Francja – Olympia
6. 25 maja 2005 – Londyn, Anglia – The Coronet
7. 26 maja 2005 – Londyn, Anglia – Hammersmith Apollo
8. 1 czerwca 2005 – Madryt, Hiszpania – Aqualung
9. 3 czerwca 2005 – Hilversum, Holandia – Wiseloord Studios
10. 4 czerwca 2005 – Bruksela, Belgia – Ancienne Belgique
11. 6 czerwca 2005 – Berlin, Niemcy – Columbiahalle
12. 8 czerwca 2005 – Kopenhaga, Dania – Store Vega
13. 10 czerwca 2005 – Scheeβel, Niemcy – Scheeβel Festival Ground
14. 11 czerwca 2005 – Tuttlingen, Niemcy – Take Off Park
15. 15 czerwca 2005 – Toronto, Kanada – Kool Haus (prywatne show)
16. 17 czerwca 2005 – Toronto, Kanada – Kool Haus
17. 18 czerwca 2005 – Rochester Hills, Michigan, USA – Meadowbrook Festival
18. 20 czerwca 2005 – Chicago, Illinois, USA – UIC Pavillon
19. 22 czerwca 2005 – New York City, Nowy Jork, USA – Madison Square Garden
20. 24 czerwca 2005 – Mansfield, Massachusetts, USA – Tweeter Center
21. 25 czerwca 2005 – Filadelfia, Pensylwania, USA – Festival Pier w Penn’s Landing
22. 29 czerwca 2005 – Glasgow, Szkocja – Hampden Park Stadium
23. 30 czerwca 2005 – Manchester, Anglia – City of Manchester Stadium
24. 2 lipca 2005 – Manchester, Anglia – City of Manchester Stadium (sfilmowany i nagrany na DVD)
25. 3 lipca 2005 – Manchester, Anglia – City of Manchester Stadium
26. 6 lipca 2005 – Southampton, Anglia – Hampshire Rose Bowl
27. 9 lipca 2005 – Milton Keynes, Anglia – National Bowl
28. 10 lipca 2005 – Milton Keynes, Anglia – National Bowl
29. 12 lipca 2005 – Newcastle, Anglia – Newcastle Metro Arena
30. 13 lipca 2005 – Newcastle, Anglia – Newcastle Metro Arena
31. 16 lipca 2005 – Dublin, Irlandia – Marlay Park
32. 5 sierpnia 2005 – Odemira, Portugalia – Zambujeira do Mar
33. 7 sierpnia 2005 – Benicássim, Hiszpania – Benicássim Festival Ground
34. 11 sierpnia 2005 – Nagoja, Japonia – Nagoya Air Stage, Summer Sonic Eve
35. 13 sierpnia 2005 – Osaka, Japonia – Intex Osaka
36. 14 sierpnia 2005 – Chiba, Japonia – Chiba Marine Stadium i Makuhari Messe
37. 18 sierpnia 2005 – Salzburg, Austria – Salzburgring
38. 20 sierpnia 2005 – Chelmsford, Anglia – Hyland Park
39. 21 sierpnia 2005 – Weston, Anglia – Weston Park
40. 8 września 2005 – Vancouver, Kanada – GM Place
41. 11 września 2005 – San Francisco, Kalifornia, USA – Shoreline Amphitheatre
42. 12 września 2005 – Los Angeles, Kalifornia, USA – Hollywood Bowl
43. 14 września 2005 – Chula Vista, Kalifornia, USA – Coors of Amphitheater
44. 15 września 2005 – Paradise, Nevada, USA – House of Blues w Hard Rock Hotel
45. 17 września 2005 – San Bernardino, Kalifornia, USA – Hyundai Pavillon w Glen Helen
46. 18 września 2005 – Phoenix, Arizona, USA – Dodge Theater
47. 20 września 2005 – Denver, Kolorado, USA – Red Rocks Amphitheatre
48. 22 września 2005 – Dallas, Teksas, USA – Smirnoff Music Center
49. 24 września 2005 – Austin, Teksas, USA – Zilker Park
50. 25 września 2005 – Houston, Teksas, USA – Cynthia Woods Mitchell Pavillion
51. 27 września 2005 – Atlanta, Georgia, USA – HiFi Buys Amphitheater
52. 29 września 2005 – Columbia, Maryland, USA – Merriweather Post Pavillion
53. 30 września 2005 – Cuyahoga Falls, Ohio, USA – Blossom Music Center
54. 2 października 2005 – New York City, Nowy Jork, USA – Richmond County Bank Ballpark
55. 3 października 2005 – Atlantic City, New Jersey, USA – House of Blues w Showboat Atlantic City
56. 20 października 2005 – Hamburg, Niemcy – Alsterdorfer Sporthalle
57. 21 października 2005 – Kopenhaga, Dania – Valby Hallen
58. 23 października 2005 – Rouen, Francja – Le Zénith
59. 24 października 2005 – Bruksela, Belgia – Forest National
60. 26 października 2005 – Paryż, Francja – Zénith de Paris
61. 27 października 2005 – Frankfurt, Niemcy – Jahrhunderthalle Höchst
62. 29 października 2005 – Treviso, Włochy – Palaverde
63. 30 października 2005 – Assago, Włochy – Forum de Assago
64. 1 listopada 2005 – Düsseldorf, Niemcy – Phillipshalle
65. 2 listopada 2005 – Amsterdam, Holandia – Heineken Music Hall
66. 4 listopada 2005 – Barcelona, Hiszpania – Pavelló de la Vall d'Hebron
67. 5 listopada 2005 – Madryt, Hiszpania – Palacio de Deportes
68. 17 listopada 2005 – Osaka, Japonia – Osaka Jo-Hall
69. 18 listopada 2005 – Tokio, Japonia – Yoyogi Daiichi Taiikukan
70. 20 listopada 2005 – Tokio, Japonia – Yoyogi Daiichi Taiikukan
71. 21 listopada 2005 – Tokio, Japonia – Yoyogi Daiichi Taiikukan
72. 26 listopada 2005 – Queensland, Australia
73. 28 listopada 2005 – Sydney, Australia – Hordern Pavillion
74. 29 listopada 2005 – Sydney, Australia – Hordern Pavillion
75. 1 grudnia 2005 – Melbourne, Australia – Festival Hall
76. 2 grudnia 2005 – Melbourne, Australia – Festival Hall
77. 4 grudnia 2005 – Perth, Australia – Arena Joondalup, festiwal Rock-It
78. 10 grudnia 2005 – Cardiff, Walia – Millennium Stadium
79. 12 grudnia 2005 – Aberdeen, Szkocja – AECC
80. 14 grudnia 2005 – Glasgow, Szkocja – SECC
81. 15 grudnia 2005 – Glasgow, Szkocja – SECC
82. 18 grudnia 2005 – Belfast, Irlandia Północna – Odyssey Arena
83. 19 grudnia 2005 – Belfast, Irlandia Północna – Odyssey Arena
84. 21 grudnia 2005 – Dublin, Irlandia Północna – Point Theatre
85. 22 grudnia 2005 – Dublin, Irlandia Północna – Point Theatre
86. 25 stycznia 2006 – Oslo, Norwegia – Oslo Spektrum
87. 26 stycznia 2006 – Sztokholm, Szwecja – Hovet
88. 29 stycznia 2006 – Lille, Francja – Le Zénith
89. 30 stycznia 2006 – Grenoble, Francja – Le Summum
90. 1 lutego 2006 – Wiedeń, Austria – Gasometer
91. 2 lutego 2006 – Winterthur, Szwajcaria – Eulachhalle
92. 4 lutego 2006 – Toulouse, Francja – Le Zénith
93. 6 lutego 2006 – Florencja, Włochy – Nelson Mandela Forum
94. 7 lutego 2006 – Rzym, Włochy – Palalottomatica
95. 9 lutego 2006 – Sheffield, Anglia – Hallam FM Arena
96. 10 lutego 2006 – Sheffield, Anglia – Hallam FM Arena
97. 13 lutego 2006 – Nottingham, Anglia – National Ice Centre
98. 14 lutego 2006 – Nottingham, Anglia – National Ice Centre
99. 18 lutego 2006 – Bangkok, Tajlandia – 100 Rock Festival
100. 21 lutego 2006 – Seul, Korea Południowa – Olympic Hall
101. 23 lutego 2006 – Singapur – Singapoore Indoor Stadium
102. 25 lutego 2006 – Hongkong – Asia World-Arena
103. 10 marca 2006 – Buenos Aires, Argentyna – Campo Argentino de Polo
104. 12 marca 2006 – Santiago, Chile – Velodoromo del Estadio Nacional
105. 15 marca 2006 – São Paulo, Brazylia – Credicard Hall
106. 20 marca 2006 – Toronto, Kanada – Air Canada Centre
107. 22 marca 2006 – Milwaukee, Wisconsin, USA – Riverside Theater
108. 23 marca 2006 – Indianapolis, Indiana, USA – Murat Shrine
109. 25 marca 2006 – Cincinnati, Ohio, USA – Taft Theatre
110. 26 marca 2006 – Nashville, Tennessee, USA – Ryman Auditorium
111. 28 marca 2006 – Houston, Teksas, USA – Verizon Wireless Amphitheater
112. 31 marca 2006 – Meksyk, Meksyk – Palacio de los Deportes